# 430 West Records
430 West ist ein 1990 in Detroit gegründetes Musiklabel für elektronische Tanzmusik. Es wird von den Brüdern Lawrence, Lenny und Lynell Burden betrieben. Der Name bezieht sich auf die Firmenanschrift 430 West 8 Mile Road, Detroit. 430 West veröffentlicht vorrangig Detroit Techno und House, das Sublabel Direct Beat war in den 1990er Jahren prägend für die Genres Techno Bass und Detroit Electro.
Einer der größten Hits des Labels war Octave Ones 2000 veröffentlichte Single Black Water.

## Diskografie (Auswahl)
- 1991: Octave One – Octivation EP (4W-100B)
- 1991: Metro D – What Is a Dancer? (4W-110)
- 1991: Random Noise Generation – Falling in Dub (4W-120)
- 1991: Eddie Flashin’ Fowlkes – Inequality (4W-125)
- 1993: Random Noise Generation – Random Beats & Tracks Vol. I (4W-130)
- 1991: Vice – Survival Instinct (4W-140)
- 1992: Terrence Parker – TP1 (4W-145)
- 1992: Random Noise Generation – Falling in Dub (The Remixes) (4W-150)
- 1992: Terrence Parker And The D.J.B. – Call My Name (The Remixes) (4W-155)
- 1992: Metro D – In the City (4W-160)
- 1992: Never on Sunday – Day by Day (4W-165)
- 1992: Sight Beyond Sight – Good Stuff (4W-175)
- 1993: Mind Readers – Living My Life Underground (4W-180)
- 1993: Family of Few – Sunrise (4W-185)
- 1994: AUX 88 – Bass Magnetic (4W-190)
- 1994: Tokyo Gospel Renegades – Tokyo Soul (4W-195)
- 1994: Unit 2 – Keep Your Head Up (4W-200)
- 1994: L’Homme Van Renn – The Man (4W-205)
- 1994: 365 Black – Home Land (4W-210)
- 1994: Sight Beyond Sight – No More Tears (4W-215)
- 1994: Octave One – The „X“ Files (4W-220)
- 1994: Random Noise Generation – Random Beats & Tracks Vol. 3 (4W-225)
- 1995: Alien FM – Alien FM (4W-230)
- 1995: V.A. – Detroit Techno City (4W-235)
- 1995: Octave One – Foundation EP (4W-240)
- 1995: Octave One – Conquered Nation (4W-245)
- 1995: Bobby Ceal – The Middle Passage (4W-250)
- 1995: Bobby Ceal – Cymbolic (4W-255)
- 1995: Unknown Force – Circuit Maximus / Internal Drive (4W-260)
- 1996: Octave One – Point-Blank (4W-265)
- 1996: V.A. – Detroit Techno City II (4W-270)
- 1996: Random Noise Generation – Generations of Soul (4W-275)
- 1996: Octave One – Images from Above (4W-280)
- 1997: Random Noise Generation – The Legacy (4W-285)
- 1997: Octave One – The Living Key (4W-290)
- 1998: Mad Mike & DJ Rolando / Octave One – Aztlan / DayStar Rising (4W-291)
- 1998: Wildplanet – Synthetic (4W-295)
- 1998: Octave One – The Collective (4W-300)
- 1999: Random Noise Generation – Instrument of Change (4w-305)
- 1999: Octave One – Art and Soul (4W-310)
- 1999: Gerald Mitchell – Groove Within the Groove (4W-315)
- 1999: Wild Planet – Genetic Remixes (4W-320)
- 1999: Octave One Presents Kaotic Spacial Rhythms – M-Class / Kaotic Space (4W-325)
- 1999: Random Noise Generation – The Existence of Echelon (4W-330)
- 1999: Octave One Presents Kaotic Spacial Rhythms – Kaotic Spacial Rhythms Two - Dissident (4w-335)
- 2000: Octave One – Black Water (4W-340)
- 2000: DJ Rolando – Jaguar (Mayday Remixes) (4W-350)
- 2000: Wild Planet – Vocoder (4W-355)
- 2004: Random Noise Generation – Games of Chance (4 Mixes) (4W-370)
- 2004: RNG* Featuring Lance Burden – A Better Tomorrow / Roof Raiser (4W-380)
- 2004: Octave One – Somedays (4W-385)
- 2005: Random Noise Generation – Rock My Soul (4W-390)
- 2002: Random Noise Generation – The Unknown (4W-500)
- 2002: KSR – Down from the Sky (4W-505)
- 2008: Octave One – I Need Release (4W-590)
- 2009: Octave One – Summers on Jupiter (4W-600)
- 2009: Octave One – A World Divided (The O1 Mixes) (4W-610)